# Comuna Radomir, Pernik
Radomir (în bulgară Радомир) este o comună în regiunea Pernik, Bulgaria, formată din orașul Radomir și 31 de sate. 

## Localități componente

### Orașe
- Radomir

### Sate
| - Baikalsko - Belanița - Boborați - Bornarevo - Cervena Moghila - Ciukoveț - Debeli Lag - Dolna Dikanea - Dolni Rakoveț - Dragomirovo - Dren | - Drugan - Gorna Dikanea - Gălăbnik - Izvor - Jedna - Jitușa - Kasilag - Klenovik - Kondofrei - Kopanița | - Koșarite - Negovanți - Nikolaevo - Poțărnenți - Priboi - Radiboș - Staro Selo - Stefanovo - Uglearți - Vladimir |

## Demografie
Componența etnică a comunei Radomir
     Romi (4,27%)
     Bulgari (88,47%)
     Nicio identificare (6,94%)
     Altele (1,09%)
La recensământul din 2011, populația comunei Radomir era de 20.896 locuitori. Din punct de vedere etnic, majoritatea locuitorilor (88,47%) erau bulgari, cu o minoritate de romi (4,27%). Pentru 6,94% din locuitori nu este cunoscută apartenența etnică.